# هيلين فوستر سنو
هيلين فوستر سنو (بالإنجليزية: Helen Foster Snow)‏ هي كاتِبة وصحفية أمريكية، ولدت في 21 سبتمبر 1907 في سيدار سيتي في الولايات المتحدة، وتوفيت في 11 يناير 1997 في ماديسون في الولايات المتحدة.
كانت عائلة سنو تتنقل باستمرار طوال صغرها وانتهى بها المطاف إلى أن تعيش مراهقتها مع جدتها في مدينة سولت ليك، حتى قررت الانتقال إلى الصين في عام 1931. هناك، تزوجت من الصحفي الأمريكي إدجار سنو وأصبحت مراسلة لعديد من المنشورات. بينما تعاطفت هي وزوجها مع الثوار في الصين، الذين قارنتهم بشكل إيجابي بالقوميين في عهد تشيانغ كاي شيك، فهي لم تكن أبدًا عضوًا في الحزب الشيوعي الصيني أو الأمريكي.
أثناء إقامتها في بكين، صادقت عائلة سنو قواد حركة 9 ديسمبر 1935 اليساريين. الذين رتبوا أولاً لإدغار ثم هيلين زيارة عاصمة الشيوعيين وقت الحرب يانان في عام 1937 حيث التقت بالقواد الشيوعيين الصينيين بما فيهم ماو تسي دونغ.
ساندت عائلة سنو أيضًا التعاونيات الصناعية الصينية المعروفة باسم حركة غونغ-هو التي وفرت فرص العمل والاستقرار. في عام 1940، عادت سنو إلى الولايات المتحدة، حيث انفصلت هي وإدغار. استمرت في دعم التعاونيات وكتابة الكتب بناءً على خبراتها في الصين. في أواخر الأربعينيات من القرن الماضي، جمعها النقاد مع من يطلق عليهم «أيدي الصين» باعتبارها أحد المسؤولين عن «خسارة الصين» الذين تجاوزوا التعاطف إلى الدعم النشط لثورة ماو.

## الطفولة المبكرة
ولدت هيلين فوستر في مدينة سيدار، يوتا، ونشأت بصفتها عضواً في كنيسة يسوع المسيح لقديسي اليوم الآخر. هي ابنة جون مودي فوستر وهانا ديفيس، الذين التقيا أثناء عملهما مدرسين في أكاديمية ريكس (مدرسة تابعة لكنيسة يسوع المسيح لقديسي اليوم الآخر)، تخرجت هانا من أكاديمية ريكس، وكان جون خريجا من جامعة ستانفورد. كان والدا هيلين من نسل رواد مورمون الذين هاجروا إلى يوتاه في منتصف القرن التاسع عشر.
تنقلت عائلة فوستر باستمرار منذ أن كانت هيلين صغيرة. بعد ولادة هيلين في مدينة سيدار، انتقلت عائلة فوستر إلى شيكاغو حتى يستطيع جون الالتحاق بمدرسة الحقوق. بعد عدة سنوات، انتقلت العائلة مرة ثانية إلى أيداهو. ساعدت التنقلات المستمرة في تشكيل شخصية هيلين الاجتماعية المنفتحة، إذ كانت مهتمة دوما بما سيظنه زملاؤها الجدد عنها. كونها الأكبر بين الأطفال والبنت الوحيدة للعائلة، تحملت مسؤولية كبيرة بزيادة عدد أفراد العائلة. فعملت غالب الوقت مع والدتها على رعاية الإخوة الثلاث الأصغر سنا، إضافةً إلى كامل الأعمال، خاصة عندما كانت عائلة فوستر تواجه المصاعب المادية.
بمجرد دخولها إلى المدرسة العليا، انتقلت هيلين إلى مدينة سولت ليك لتعيش مع جدتها وعمتها. انتظمت في مدرسة الغرب العليا وشاركت في العديد من الأنشطة المدرسية والمنظمات. وكانت عادة ما تحرر كتاب المدرسة السنوي، وانتخبت نائباً لرئيس الطلاب في سنتها الأخيرة بالمدرسة. نتيجة لتأثير والدها، خططت هيلين للالتحاق بالجامعة في ستانفورد، ولكن المصاريف الدراسية كانت باهظة جدا بالنسبة لوالديها لتوفيرها. طبقا لهيلين، آمن والداها بأن «لا يعتبر تعليم الفتيات العالي استثمارا جيدا لأنهن سيتزوجن في النهاية. بينما يستحق الأولاد الاستثمار». برغم ذلك وافق والد هيلين على تحمل مصاريف دراستها بجامعة يوتاه. فانتظمت في الدراسة لعدة سنوات ولكنها لم تتخرج.
بدلاً عن ذلك، ركزت هيلين على العمل، فعينت سكرتيرة لفرع يوتاه في لجنة تعدين الفضة الأمريكية. أثناء هذه المرحلة،  نوت العمل بالخارج بالإضافة إلى تطلعها لكتابة «رواية أمريكية عظيمة». تقدمت هيلين إلى اختبار الخدمة المدنية ونجحت به. لكن لم يكن يوجد مكان شاغر في أوروبا حيث كانت تنتوي الذهاب في البداية. برغم ذلك، وفر صاحب العمل الذي تعمل لديه -الذي كانت له اتصالات مع الصين- وظيفة لها في شركة أمريكية تعمل في شنغهاي. في 1931، أبحرت هيلين إلى آسيا لتحقيق آمالها (لتصبح كاتبة) .

## الحياة في الصين

### الوصول
تقريبا بمجرد وصولها في عام 1931، التقت بإدغار سنو الذي وصل إلى الصين في 1929. كان إدغار مستعدا للعودة إلى أمريكا في تلك الفترة، فقد توفيت والدته، وكان هو يعاني من إصابته بالملاريا. لكن لقاءه بهيلين أقنعه بالبقاء في الصين. كانت من كبار معجبي أعماله، وقد جمعت قصاصات بكل مساهماته في الجرائد. في لقائهما الأول، أثرت هيلين على إدغار بطريقة كبيرة عندما عرضت عليه ملفا به قصاصات ورق بأعماله. أرادت هيلين أن توازي مسيرة حياتها العملية مسيرته.
تسبب فيضان نهر اليانغ تسي في ضرر عظيم في شنغهاي بعد وصول هيلين إلى الصين بأقل من أسبوع واحد. كانت هيلين تعمل مراسلة أجنبية لشركة نشر للصحف تسمى  نجمة سياتل لدوري سكريبز كانفيلد لتزويدهم بصور «تمجد الشرق المشرق». كان فيضان اليانغ تسي الأسوأ بين الفيضانات في سجل التاريخ؛ إذ تسبب في نزوح 120000 إنسان. لفترة ثلاثة أسابيع، وأودى استمرار الفيضان بحياة 600000 ودمر 12 مليون منزلا.
بعد ذلك بعدة أشهر، اجتاحت القوات اليابانية شنغهاي. كانت هيلين في أرض المعركة تشاهد الأعمال من علو شقتها. كان إدغار في قلب المعركة. لكونه أجنبيا فقد استطاع أن يراقب الأعمال عن كثب بتعرض أقل للمخاطر. أرادت هيلين أيضا أن تختبر الوجود في المعركة بنفسها لتأخذ صورا أفضل للحرب. ساعدها إدغار في الحصول على تصريح للصحافة، وأصبحت هيلين نفسها مراسلة حربية. 
كانت هيلين قد خططت للبقاء في الصين لمدة سنة واحدة فقط، ولكن على مدار السنة التالية نشأت قصة حب بين هيلين وإدغار. شكلت حياتهما الخطرة في الصين خلفية لقصة حبهما. في خطاب من شتاء 1932، كتبت هيلين: «أحبه أكثر من أي شخص قابلته في حياتي حتى تلك اللحظة». تقدم إدغار للزواج من هيلين في عيد ميلادها 25. لكن هيلين رفضت؛ لأنها لم ترد لزواجهما المعاناة بسبب «الحالة النفسية للكاتب»، إذ كانت تعمل على كتاب في تلك الفترة. بعد عدة أشهر، تقدم إدغار مرة ثانية فوافقت هيلين. تزوج الثنائي في يوم عيد رأس السنة عام 1932. ستبقى عائلة سنو في الصين لمدة عقد من الزمان.

## الجوائز والتكريمات
في عام 1981، رُشحت هيلين فوستر سنو لنيل جائزة نوبل للسلام على عملها في الصين، ثم رُشحت ثانية في عام 1982. في مذكراتها  سنواتي في الصين كتبت هيلين: «لم يكن الترشيح على إنجاز خاص بل كان للإمكانات التي حملتها أفكاري ونظرتي للعالم من أجل السلام والتقدم في العالم». في عام 1993، كانت هيلين أول فائز بجائزة اتحاد كتاب الصين في الأدب. في يونيو 1996، كُرمت هيلين من الحكومة الصينية فأصبحت سفيرة للصداقة، وهو أعلى تكريم في الصين يقدم لأجنبي. كانت الأمريكية الأولى والشخص الخامس في الحصول على هذه الجائزة. 

## الأعمال
كتبت هيلين فوستر سنو تحت الاسم المستعار نايم ويلز الذي اختاره لها زوجها. نايم هو المقابل اليوناني لكلمة اسم وويلز؛ لأن لجزء من عائلتها أصولا من ويلز. برغم ذلك، فقد أثار الاسم المستعار تساؤلات عن جنسية الكاتب وعما إذا كان عضوا داخليا من الحزب الشيوعي. كتبت هيلين ما يصل إلى 40 كتابا و27 مخطوطة.
- هيلين فوستر سنو، داخل الصين الحمراء (نيويورك،: دوبلداي ودوران 1939). إعادة طبع: (نيويورك داكابو 1977 و 1979).
- نايم ويلز، بناء الصين للديمقراطية، قصة صناعة التعاونيات (نيويورك: كتب العصر الحديث، 1941 إعادة طبع: شواطئ سانت كلير مي: طبعة دراسية 1972).
- نايم ويلز، حركة العمل الصينية نيويورك: جون داي، 1945. إعادة طباعة: فريبوت: نيويورك: كتب للمكتبات 1970).
- نايم ويلز، التراب الأحمر، السيرة الذاتية لشيوعيي الصين. (ستانفورد وكاليف:  مطبوعات جامعة ستانفورد 1952).
- نايم ويلز، خرافات وأمثال لمنتصف القرن (نيويورك: المكتبة الفلسفية 1952).
- نايم ويلز، ملاحظات على فناني اليسار والفن الحديث في الصين (ماديسون، كون. 1961).
- نايم ويلز، النساء في الصين الحديثة (لاهاي وباريس: ميوتون 1967).
- هيلين فوستر سنو، سنواتي الصينية: رسالة ذاتية (نيويورك، ميورو 1984).